# Саттагідія

Саттагідія розташовувалась у східній частині імперії Ахеменідів

Саттагідія — сатрапія у державі Ахеменідів, на території центрального Афганістану (Кабул) й північно-західного Пакистану.
Столицею сатрапії було місто Таксила. Північний кордон Саттагідії утворювали гори Гіндукуш, за якими починалась Бактрія; на півдні — Арахозія, на сході — Гандхара.
Після походів Александра Македонского увійшла до складу держави Селевкідів та стала відомою як Паропамісади.